# گیسلین کونان
گیسلین کونان (انگلیسی: Ghislain Konan؛ زادهٔ ۲۷ دسامبر ۱۹۹۵) بازیکن فوتبال اهل ساحل عاج است که در حال حاضر به صورت قرضی از باشگاه فوتبال النصر عربستان سعودی برای باشگاه فوتبال الفیحا بازی می‌کند. 
از باشگاه‌هایی که در آن بازی کرده است می‌توان به گیماریش و باشگاه فوتبال آسک میموساس اشاره کرد.
وی همچنین در تیم ملی فوتبال ساحل عاج بازی کرده است.